# Magdalena Grabowska
Magdalena Kumiet Grabowska (18 settembre 1980) è una schermitrice polacca.

## Biografia
Nei campionati europei di scherma ha conquistato una medaglia d'argento nella gara di spada a squadre e bronzo individuale a Zalaegerszeg nel 2005 ed una di bronzo a Copenaghen nel 2004 nella spada a squadre.

## Palmarès
In carriera ha conseguito i seguenti risultati:
- Europei di scherma

Copenaghen 2004: bronzo nella spada a squadre.
Zalaegerszeg 2005: argento nella spada a squadre e bronzo individuale.